# Assemblée nationale (Angola)
Pour les autres articles nationaux ou selon les autres juridictions, voir Assemblée nationale.
Ve législature
Palais de l'Assemblée nationale
L'Assemblée nationale (en portugais : Assembleia Nacional) est le parlement monocaméral de la république d'Angola. Composée de 223 députés élus pour une durée de cinq ans, elle exerce le pouvoir législatif du pays selon le titre IV de la Constitution. Elle siège au Palais de l'Assemblée nationale dans la capitale Luanda.

## Système électoral

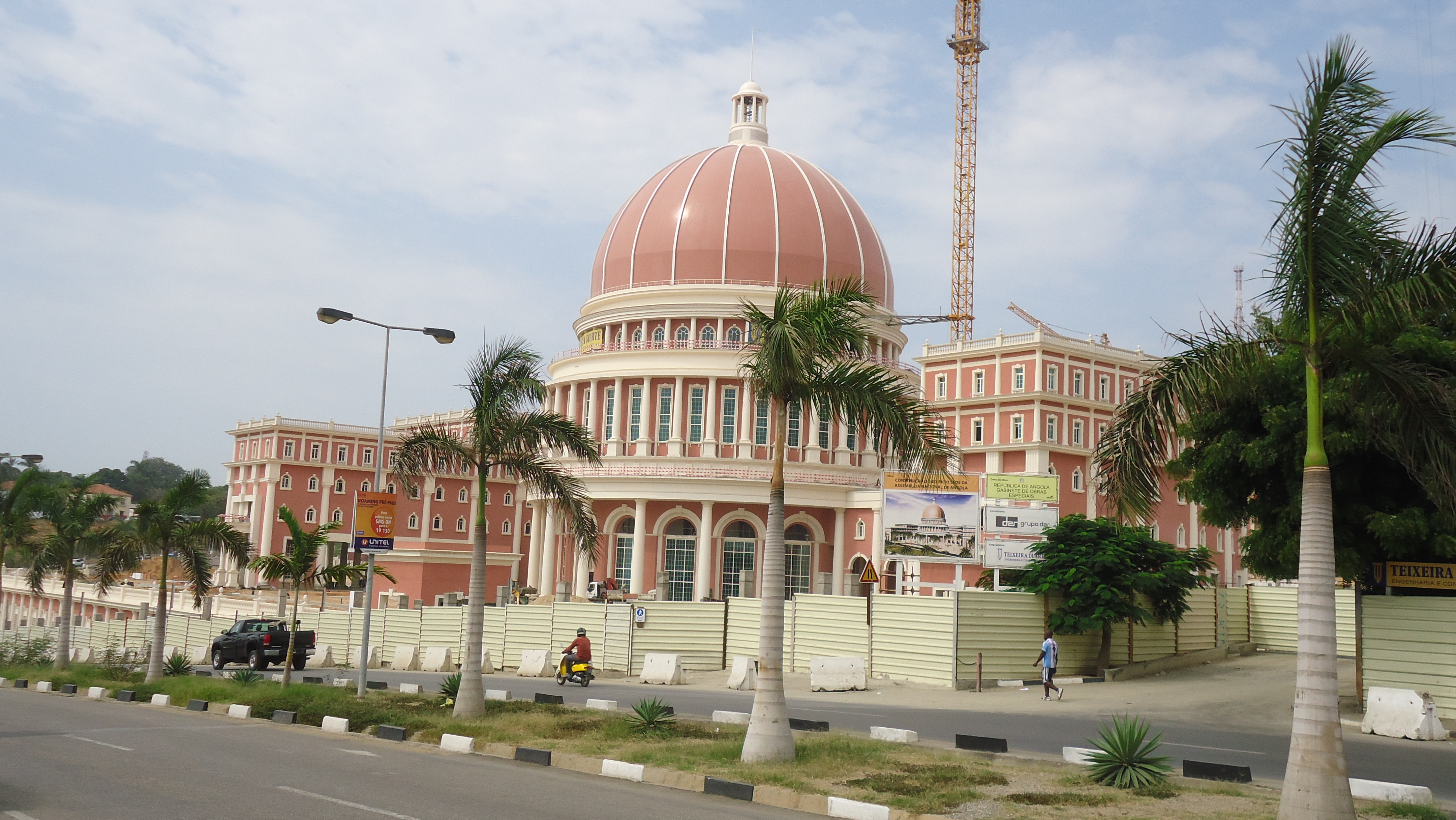
Palais de l'Assemblée nationale à Luanda.

L'Assemblée nationale se compose de 223 sièges pourvus pour un mandat de cinq ans selon un mode de scrutin mixte. Sur ce total, 90 sièges sont à pourvoir au scrutin proportionnel plurinominal à la plus forte moyenne, selon la méthode D'Hondt, dans 18 circonscriptions électorales plurinominales correspondant aux dix-huit provinces angolaises à raison de 5 sièges par circonscription, auxquels se rajoutent trois sièges pour les Angolais de l'étranger. Les 130 sièges restants sont pourvus selon la même méthode, mais dans une seule circonscription nationale. Le vote n'est pas obligatoire. Dans la pratique, les scrutins ne sont pas été organisés à l'étranger, et les trois sièges concernés restent vacants.
Le président de la République est également élu lors de ces élections. Le candidat figurant comme tête de liste du parti arrivé en tête est élu président pour un mandat de cinq ans concomitant à celui de l'assemblée nationale, renouvelable une seule fois.

## Élections
Aucune élection n'a eu lieu entre 1992 et 2008. 
La tenue d'élections reprend en septembre 2008. Depuis, toutes ont été remportées à la majorité absolue par le MPLA, notamment contre l'UNITA, son principal rival historique.

## Rôle
L'Assemblée nationale est chargée de voter la loi, consentir l'impôt et contrôler les activités du gouvernement. Les articles 141 à 173 de la Constitution de 2010 définissent son organisation et ses compétences, qui sont cependant limitées par les importantes compétences législatives du président de la république qui, élu comme tête de liste et chef de son parti, est également le chef de la majorité à l'origine de la plupart des textes de lois.

## Liste des présidents
| Titulaire                              | Mandat            | Mandat            | Parti | Parti |
| Titulaire                              | Début             | Fin               | Parti | Parti |
| -------------------------------------- | ----------------- | ----------------- | ----- | ----- |
| José Eduardo dos Santos                | 9 novembre 1980   | 1992              |       | MPLA  |
| Fernando José de França Dias Van-Dúnem | 1992              | 1996              |       | MPLA  |
| Roberto Victor de Almeida              | 1996              | 30 septembre 2008 |       | MPLA  |
| Fernando Dias dos Santos               | 30 septembre 2008 | 4 février 2010    |       | MPLA  |
| Paulo Kassoma                          | 9 février 2010    | 27 septembre 2012 |       | MPLA  |
| Fernando Dias dos Santos               | 27 septembre 2012 | 16 septembre 2022 |       | MPLA  |
| Carolina Cerqueira                     | 16 septembre 2022 | en cours          |       | MPLA  |